# 장안 명기 오백화
장안 명기 오백화는 1973년 공개된 대한민국의 영화이다.

## 배역
- 박노식
- 신성일
- 고은아
- 태현실
- 김지수
- 최정민
- 사미자
- 유연희
- 독고성
- 최남현
- 채영
- 황백
- 박기택
- 최성호
- 남방운
- 전숙
- 임예심
- 남성훈